# Teorías de la conspiración judía

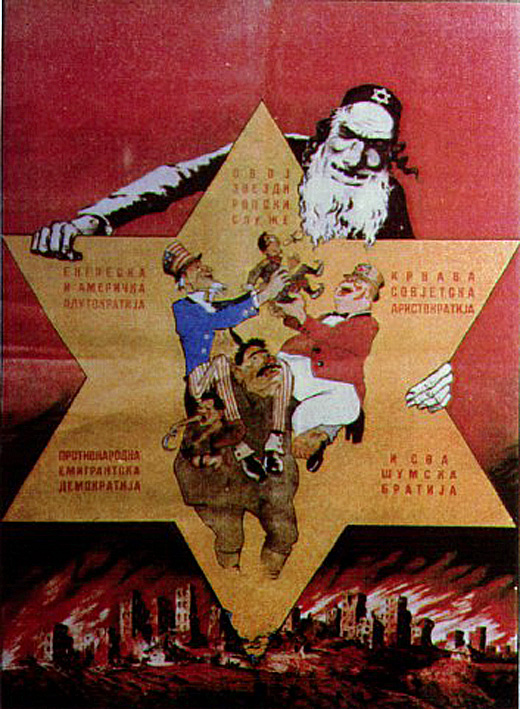
Cartel de la exposición antimasónica (1941-1942); el Reino Unido, los Estados Unidos y la Unión Soviética supuestamente controlados por judíos.

Las teorías de la conspiración judía son una temática muy presente en las teorías de conspiración. Pueden reflejar un sentimiento o una ideología antisemita y servir de propaganda antijudía. Difieren del alegato antisemita en que tienen un autor o grupo de autores preciso, así como una acusación precisa: la dominación.

## Origen
En la existencia de redes organizadas de solidaridad entre los judíos sefardíes expulsados de España en 1492 está el origen, según Joseph Pérez, del mito de la conspiración judía mundial.

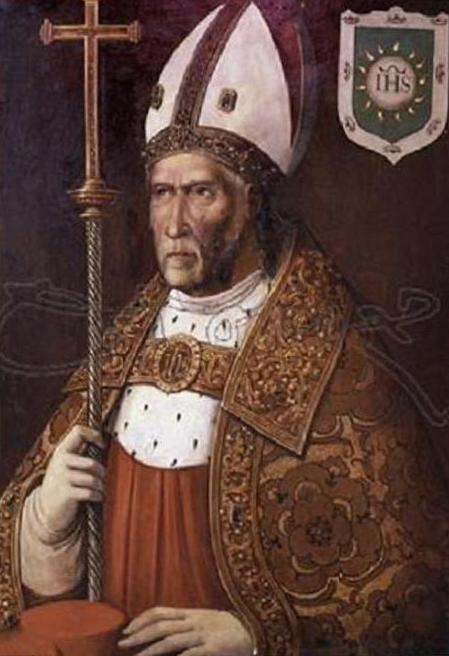
Retrato de Juan Martínez Silíceo, arzobispo de Toledo, que falsificó la Carta de los judíos de Constantinopla para conseguir que se aprobara un estatuto de limpieza de sangre en la catedral de Toledo en 1556.

Probablemente la primera obra en la que se habla de la supuesta conspiración judía fue la Carta de los judíos de Constantinopla, una falsificación de Juan Martínez Silíceo, arzobispo de Toledo desde 1546, que la presentó como "prueba" para convencer al cabildo de la catedral de Toledo y al príncipe regente, el futuro Felipe II, que aprobaran y confirmaran, respectivamente, el estatuto de limpieza de sangre que estaba empeñado en establecer en la sede primada. Se trataba de una pretendida carta de "Los Príncipes de la Sinagoga de Constantinopla" dirigida a los rabinos de Zaragoza, que habrían pedido su opinión sobre la actitud que deberían tomar ante el decreto de expulsión de los judíos de España en 1492. En la carta se decía a los judíos, especialmente a los ricos, que serían bien recibidos en Constantinopla "y a los que esto no pudieredes hazer" se les recomendaba bautizarse, "conservando siempre en vuestro pecho vuestra santa ley". A continuación se decía que como venganza por el injusto trato que habían recibido se hicieran abogados y les quitaran a los cristianos "sus haziendas"; "medicos y cirujanos, y boticarios" para quitarles a ellos, a sus hijos y descendientes sus vidas; y "pues dezis, que los dichos Christianos os han violado y profanado vuestras ceremonias y Synagogas, hazed vuestros hijos clérigos, los quales con facilidad podrán violar sus templos, y profanar sus sacramentos y beneficios".

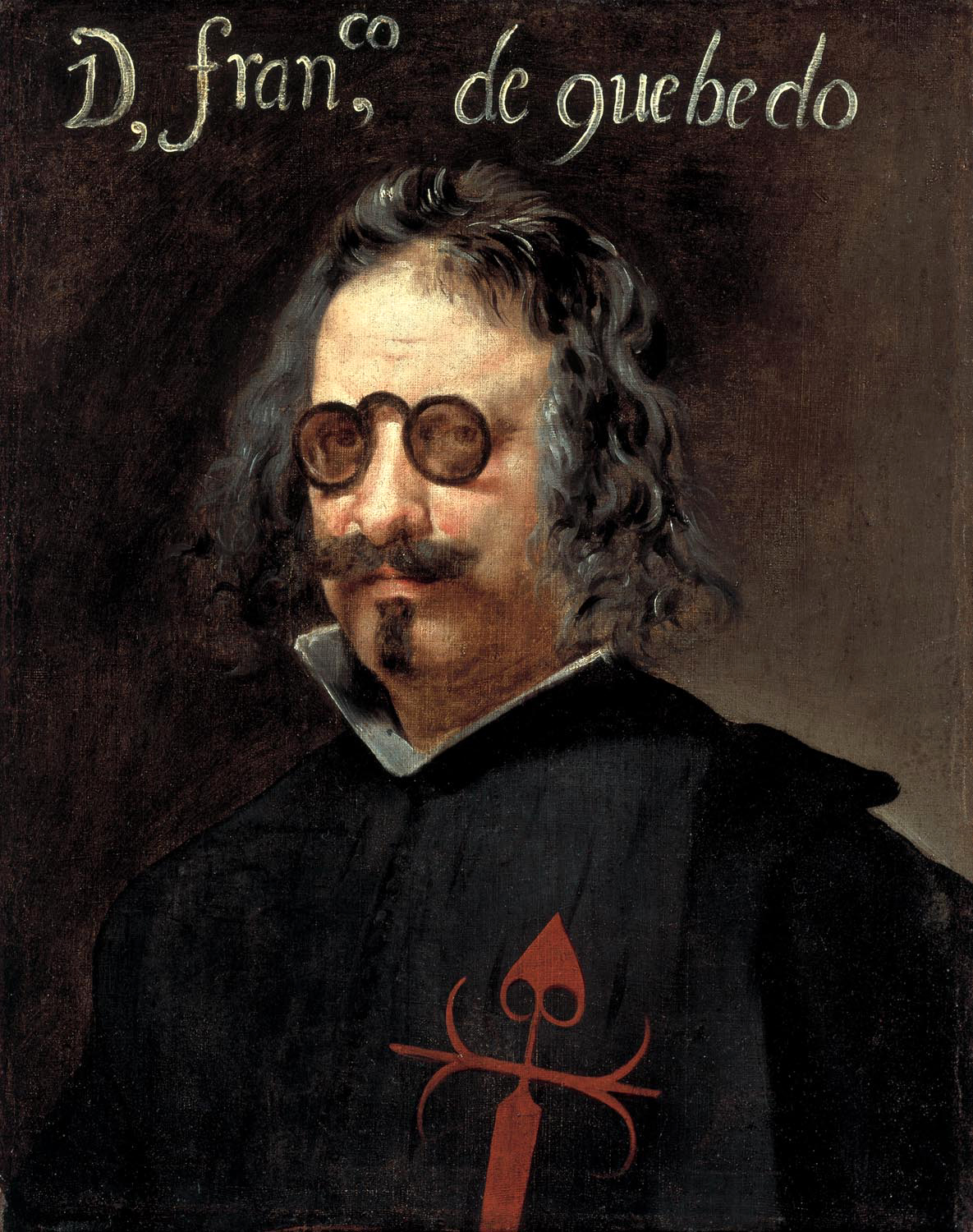
Francisco de Quevedo, autor de la La Isla de los Monopantos (impresa en 1650), obra de ficción satírica en la que aparece el mito de la conspiración judía contra la cristiandad.

Cien años después Francisco de Quevedo aportaba la "estructura narrativa" al mito de la conspiración judía con La Isla de los Monopantos. Quevedo "siempre sintió gran repulsión y odio a los judíos" como lo demostró en su panfleto Execración de los judíos en el que pedía la "total expulsión y desolación de los judíos" y denunciaba la actitud "projudía" del valido del rey Felipe IV, el Conde-Duque de Olivares, que pretendía "la recuperación económica del país con la ayuda de los ricos mercaderes marranos [portugueses], desplazando a los genoveses".
En La Isla de los Monopantos (1650) Quevedo describía una reunión secreta celebrada en Salónica —entonces una ciudad del Imperio Otomano donde vivían miles de sefardíes— entre judíos llegados de todas partes de Europa y los Monopantos, es decir, los cristianos que estaban dispuestos a colaborar con ellos para acabar con el mundo cristiano –entre los que se encontraba Olivares-.

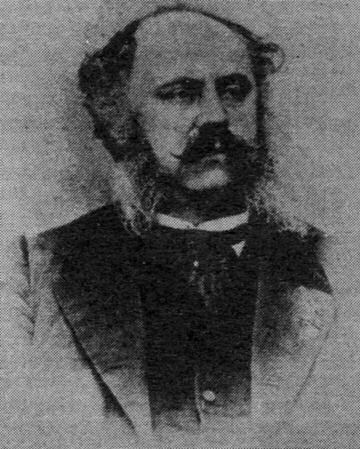
Hermann Goedsche.

Como ha destacado Joseph Pérez, "la obra se parece mucho a uno de los panfletos antisemitas más famosos del mundo contemporáneo, Los Protocolos de los Sabios de Sion, cuya elaboración definitiva se realizó en París, a finales del siglo XIX, en el ambiente antijudío que se desató con motivo del caso Dreyfus". De hecho, el hispanista holandés J.A. Van Praag, citado por Pérez, llegó a la conclusión en 1949 que Hermann Goedsche, el autor de uno de los dos libros en los que se "inspiró" el agente ruso que escribió en París los Protocolos debía conocer la obra de Quevedo. "De ser cierta esta aseveración –y parece muy probable que así lo sea— el más feroz panfleto antisemita de la historia vendría a tener fuentes hispánicas; el esbozo habría nacido en la España del siglo XVII, en el ambiente suscitado por el extraordinario auge de las redes tejidas por los sefardíes expulsados en 1492", afirma Joseph Pérez.
Gonzalo Álvarez Chillida, resalta, por su parte, la importancia de la Carta a los judíos de Constantinopla de Silíceo, porque se trata de "una de las primeras falsificaciones antisemitas de la historia europea, precursora de los famosos Protocolos de los Sabios de Sión".

## Siglo XIX
Hermann Goedsche, escribió la novela "Biarritz" (1868) bajó el seudónimo de "Sir John Retcliffe" (de vez en cuando escrito como "Sir John Readcliffe"). Dentro de ella hay un capítulo nombrado "en el cementerio judío de Praga" que describe un discurso del rabino Eichhorn o Reichhorn, revelando una conspiración judía contra la civilización europea. Sirvió de propaganda antisemita durante las décadas siguientes en forma de panfleto con el título El discurso del rabino.
En realidad Goedsche había plagiado en su libro a otro, publicado tres años antes en Bruselas por Maurice Joly con el título Dialogue aux enfers entre Montesquieu et Machiavel y dirigido contra Napoleón III. Este libro y el de Goedsche fueron plagiados por el agente de la policía secreta rusa que escribió en París Los Protocolos de los Sabios de Sión, que se publicó por primera vez en San Petersburgo en 1905 y que tendría una amplia difusión en Europa y en Estados Unidos —aquí bajo el patrocinio del antisemita e industrial Henry Ford— después del triunfo de la Revolución de Octubre de 1917 en Rusia. En 1921 un periodista inglés demostró que los famosos Protocolos eran una falsificación y un plagio de los libros de Joly y de Goedsche —quien a su vez había plagiado a Joly.

## SigloXX

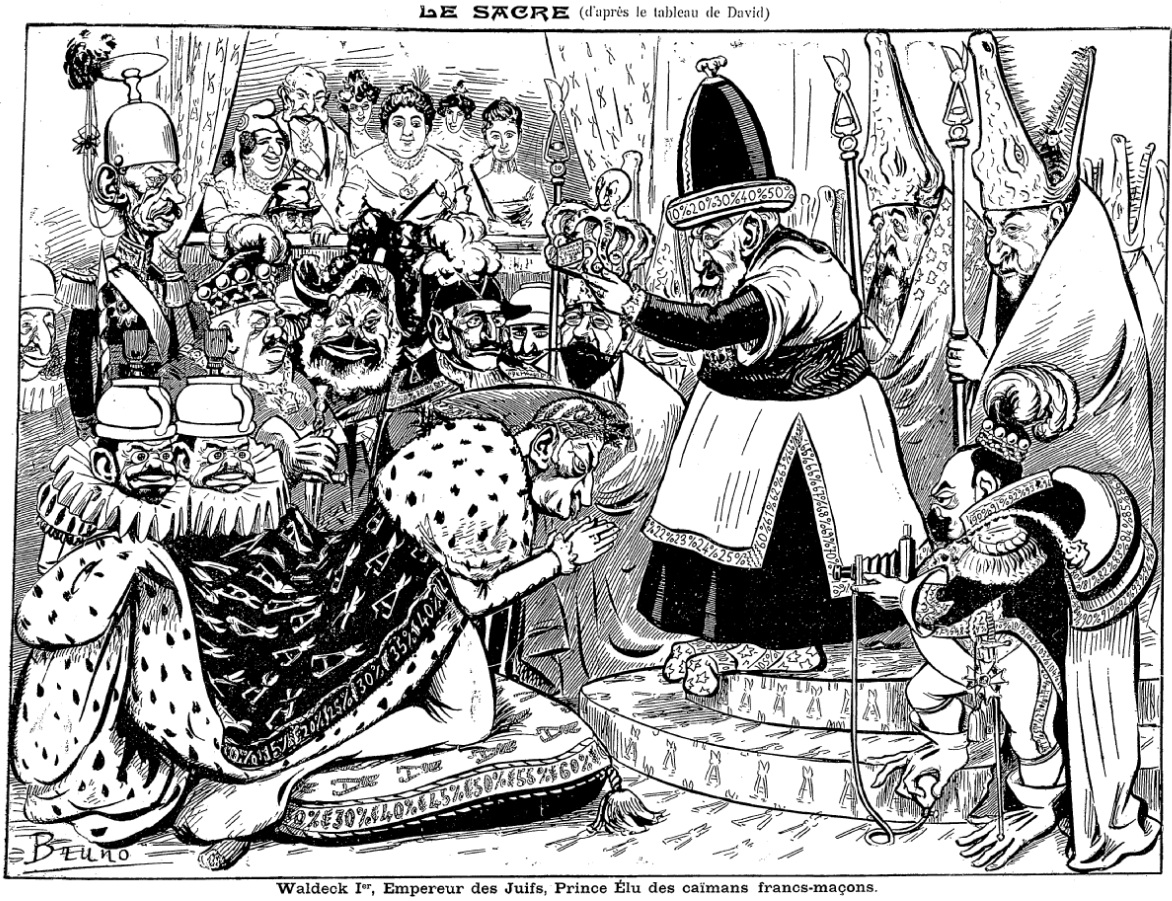
Caricatura antisemita y antimasónica francesa de 1903, en la que aparece el presidente del gobierno francés Pierre Waldeck-Rousseau siendo coronado "Emperador de los Judíos, Príncipe Electo de los caimanes franc-masones" por el gran rabino de Francia Zadoc Kahn. Los testigos son los políticos dreyfusards, entre los que se encuentra el propio capitán Alfred Dreyfus. Al fondo en la tribuna se puede ver al banquero judío Alphonse Rothschild, acompañando al presidente de la República Emile Loubet.

El periodista y ensayista británico Douglas Reed escribió una teoría de la conspiración judía en su libro La controversia de Sion donde explica que los judíos instrumentalizaron las dos guerras mundiales y preparan una tercera para desarrollar un gobierno mundial bajo control judío. Fue calificado de antisemita.

## SigloXXI
James von Brunn, autor de un atentado el 10 de junio de 2009 en el Museo del Holocausto de Washington, escribió un ensayo antisemita sobre una teoría de la dominación judía mundial, Kill the Best Gentiles.